# Растдорф
Растдорф (нем. Rastdorf) — община в Германии, в земле Нижняя Саксония.
Входит в состав района Эмсланд. Подчиняется управлению Верльте. Население составляет 1009 человек (на 31 декабря 2010 года). Занимает площадь 26,33 км².

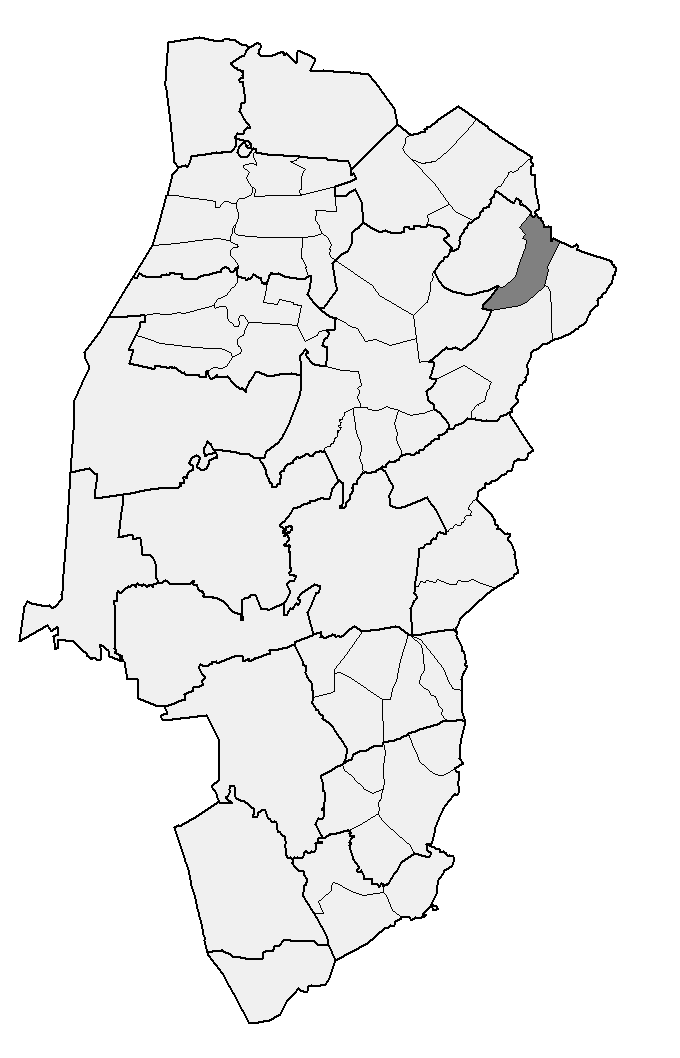
Растдорф

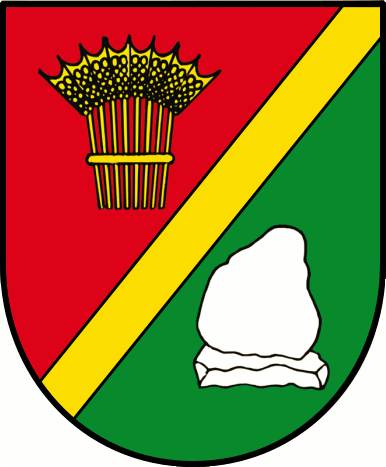
Растдорф

| Год  | Население |
| ---- | --------- |
| 1990 | 818       |
| 1995 | 916       |
| 2000 | 998       |
| 2005 | 980       |
| 2010 | 1026      |